# Primeira Guerra Púnica
A Primeira Guerra Púnica foi a primeira de três guerras travadas entre Roma e Cartago, as duas principais potências do Mediterrâneo Ocidental no início do século III a.C.. As duas lutaram por supremacia por 23 anos, o mais longo conflito contínuo e a maior guerra naval da Antiguidade. A guerra foi travada principalmente na Sicília e nas águas em torno, mas também no Norte da África. Os cartagineses foram derrotados depois de perdas imensas em ambos os lados.
A guerra começou em 264 a.C. com os romanos conquistando uma posição segura na Sicília em Messana. Eles então pressionaram Siracusa, a única potência independente significativa na ilha, a entrarem em aliança com o objetivo de cercar a principal base cartaginesa em Acragas. Um grande exército cartaginês tentou quebrar o cerco em 262 a.C., porém foi completamente derrotado na resultante Batalha de Acragas. Os romanos em seguida construíram uma marinha a fim de desafiar os cartagineses, empregando táticas inovadoras que infligiram várias derrotas. Uma base cartaginese na Córsega foi tomada, mas um ataque contra a Sardenha foi rechaçado. Os romanos aproveitaram-se de suas vitórias navais e lançaram uma invasão do Norte da África, mas foram interceptados. Os cartagineses acabaram derrotados novamente na Batalha do Cabo Ecnomo. A invasão inicialmente seguiu bem para os romanos e os cartagineses pediram por paz em 255 a.C., porém os termos propostos eram muito severos e consequentemente a luta continuou, com os invasores sendo derrotados. A tentativa cartaginesa de impedir a evacuação romana terminou em uma grande derrota, porém a frota romana acabou devastada em uma tempestade durante a viagem de volta para casa.

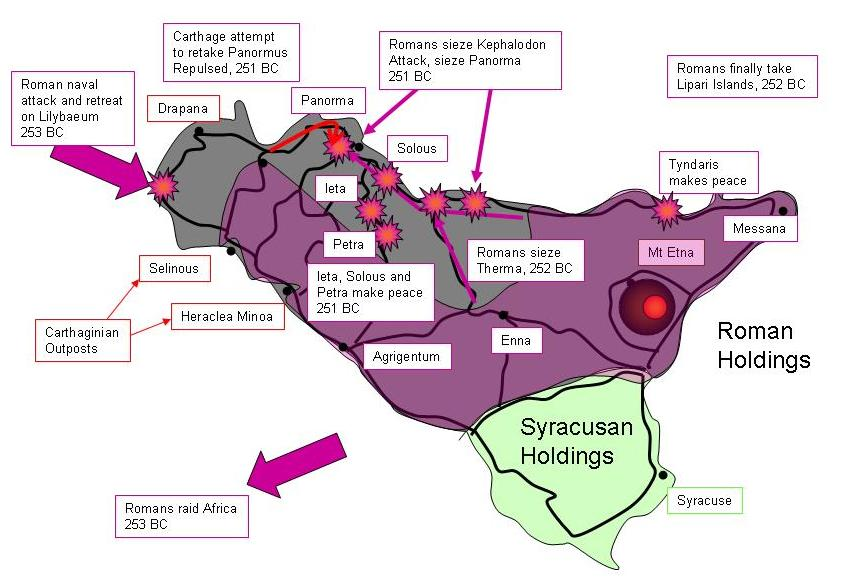
Ataques romanos de 253 a 251 a.C.

A guerra continuou, mas nenhum lado conseguiu conquistar uma vantagem decisiva. Os cartagineses atacaram e recapturaram Acragas em 255 a.C., porém a abandonaram por acharem que não seriam capazes de mantê-la. Os romanos rapidamente reconstruíram sua marinha e capturaram Panormo em 254 a.C.. No ano seguinte perderam mais de cem navios em uma tempestade. Os cartagineses tentaram recapturar Panormo em 251 a.C., porém foram derrotados no ataque. Os romanos lentamente capturaram a maior parte da Sicília e em 249 a.C. cercaram as duas últimas bases cartaginesas no oeste. Também lançaram um ataque contra a marinha cartaginês, mas foram derrotados na Batalha de Drépano. Os cartagineses continuaram na ofensiva e afundaram a maioria dos navios romanos na Batalha de Fíntia. Seguiram-se vários anos de impasse, com os romanos reconstruindo sua frota em 243 a.C. e bloqueando guarnições romanas. Cartago reuniu uma frota e tentou quebrar o bloqueio, mas foram derrotados na Batalha das Ilhas Égadas em 241 a.C., forçando-os a pedir por paz.
Os dois lados assinaram um tratado, pelos termos do qual Cartago pagou grandes reparações de guerra e a Sicília foi anexada como uma província romana. Roma depois disso tornou-se a principal potência militar no Mediterrâneo Ocidental e cada vez mais do Mediterrâneo como um todo. O enorme esforço para construir mais de mil navios durante a guerra criou as fundações para o domínio marítimo romano pelos seiscentos anos seguintes. O fim da guerra fez estourar uma revolta fracassada dentro da própria Cartago. A competição estratégica entre as duas potências permaneceu sem resolução, o que levou ao início da Segunda Guerra Púnica em 218 a.C..

## Fontes primárias

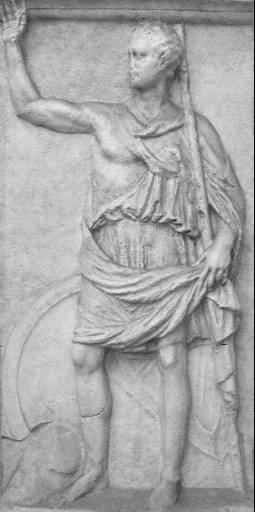
Estela de Políbio, historiador grego

## Antecedentes

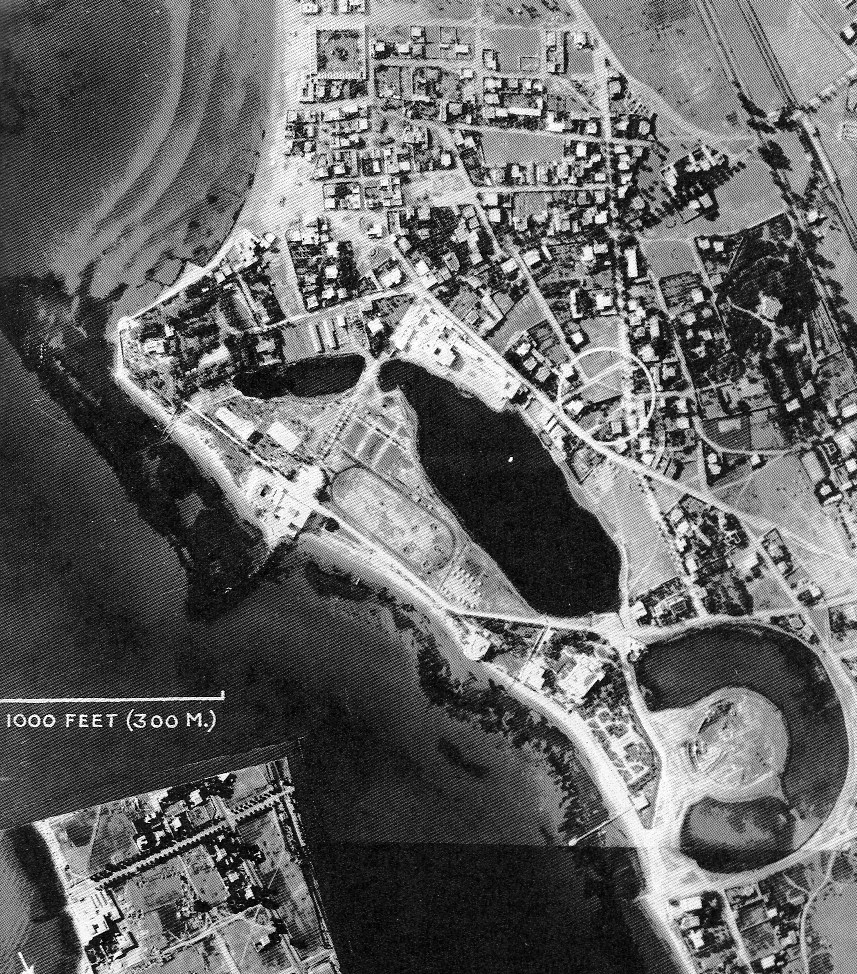
Vista aérea dos restos da base naval da cidade de Cartago. Os restos do porto mercante estão no centro e o da base militar no canto inferior direito.

### Exércitos

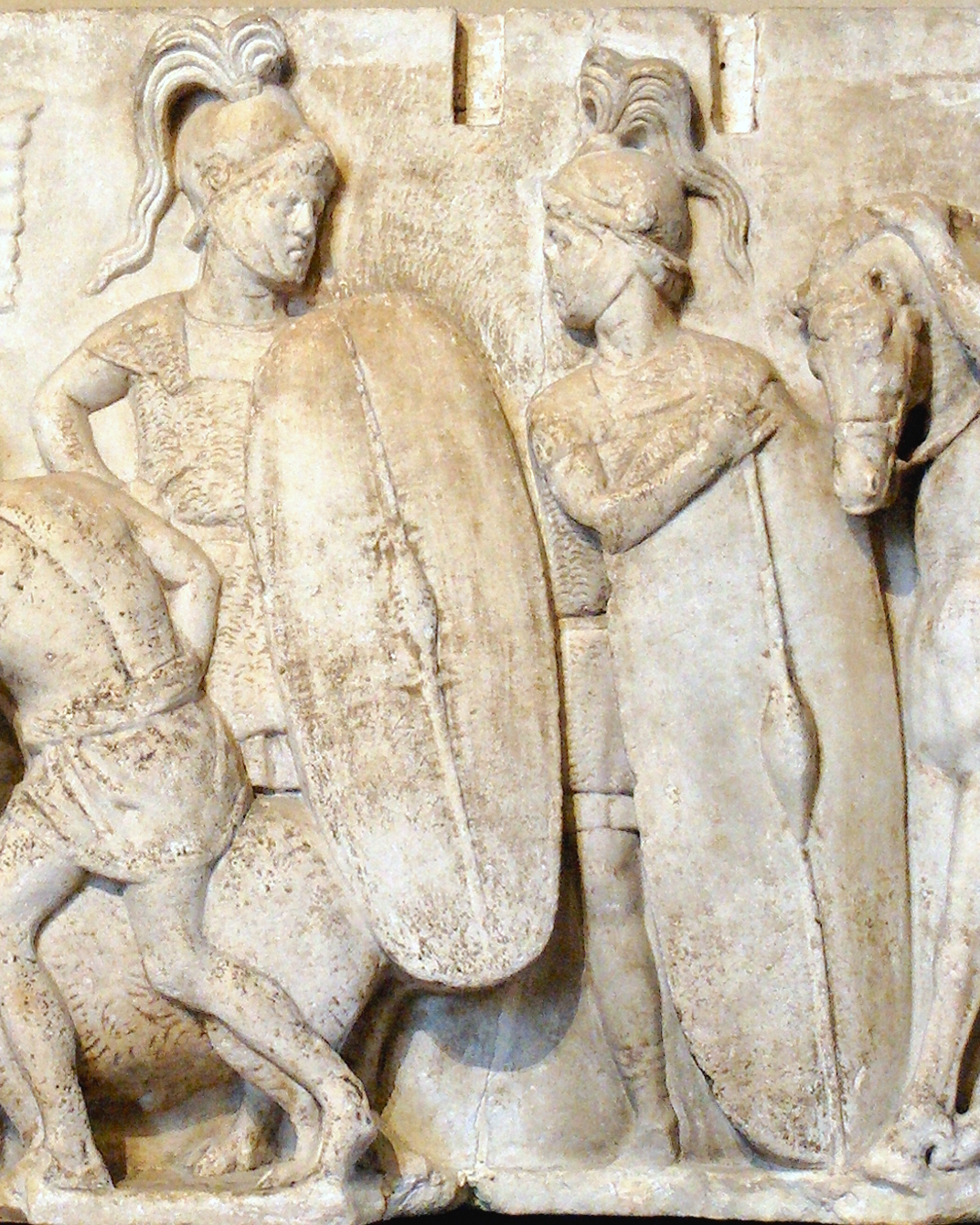
Detalhe do Altar de Domício Enobarbo mostrando dois soldados romanos do século II a.C.

### Marinhas

O corvo, o dispositivo de desembarque romano

### Sicília 264–256 a.C.

Mapa da Sicília, o principal teatro da guerra, mostrando as datas e locais das grandes batalhas

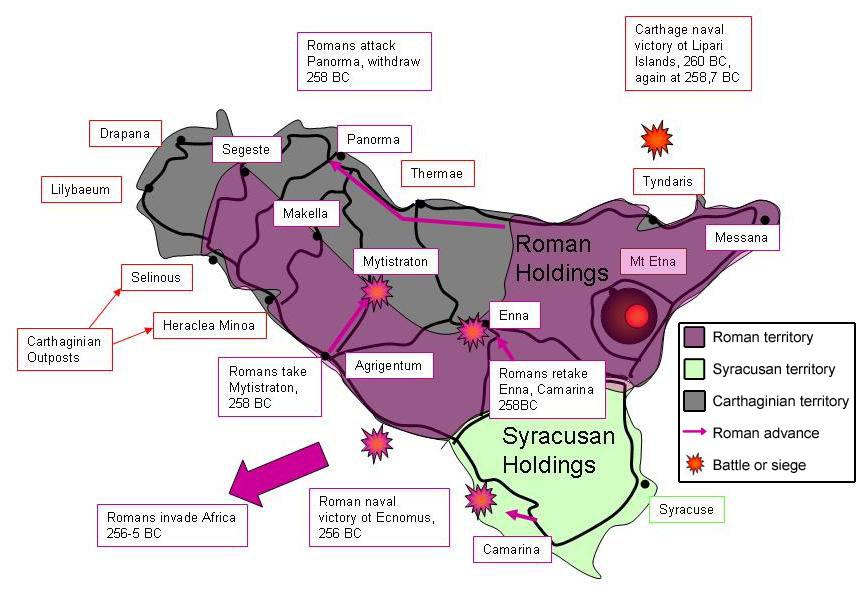
O avanço romano entre 260–256 a.C.

### Roma constrói sua frota

Representação das posições dos remadores e remos em um trirreme

### Invasão da África

A invasão romana do Norte da África: 1. Romanos desembarcam em Áspis
2. Vitória romana em Ádis
3. Romanos capturam Túnis
4. Xantipo parte com um exército
5. Vitória cartaginesa em Túnis
6. Recuo e evacuação romana

### Sicília 255–248 a.C.

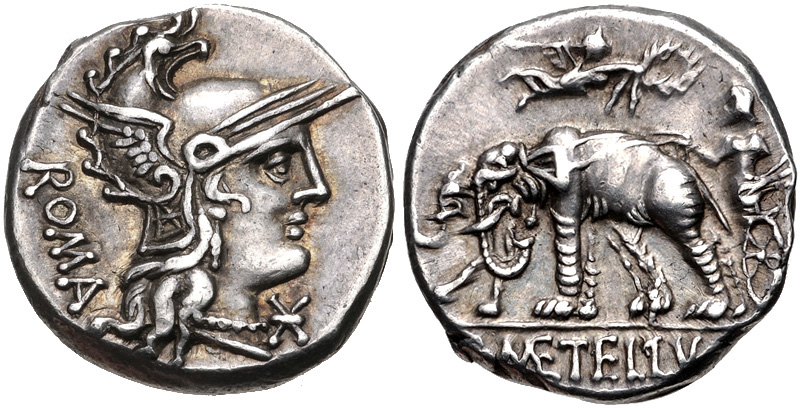
Denário de Caio Cecílio Metelo Caprário de. O reverso da moeda mostra o triunfo de seu ancestral Lúcio Cecílio Metelo, com os elefantes que tinha capturado na Batalha de Panormo

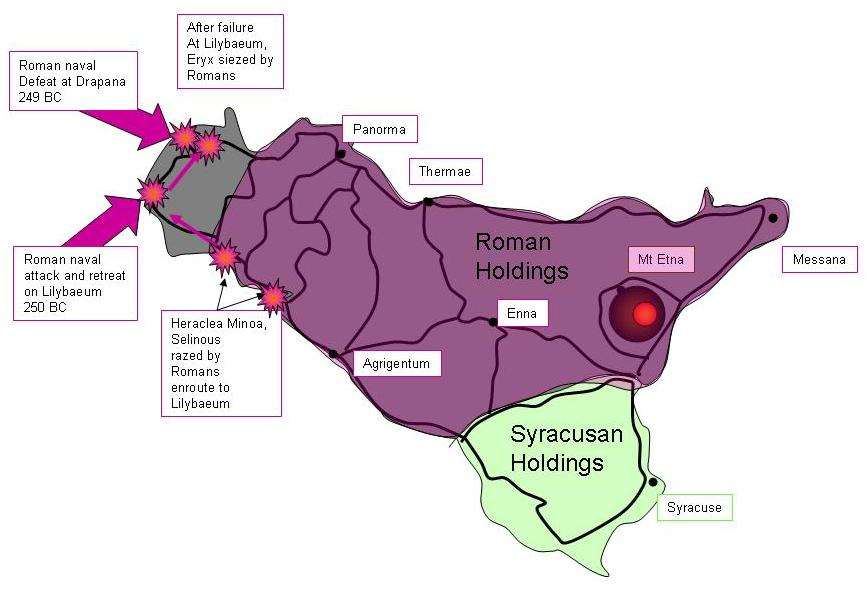
Ataques romanos de 250 a 249 a.C.

### Conclusão

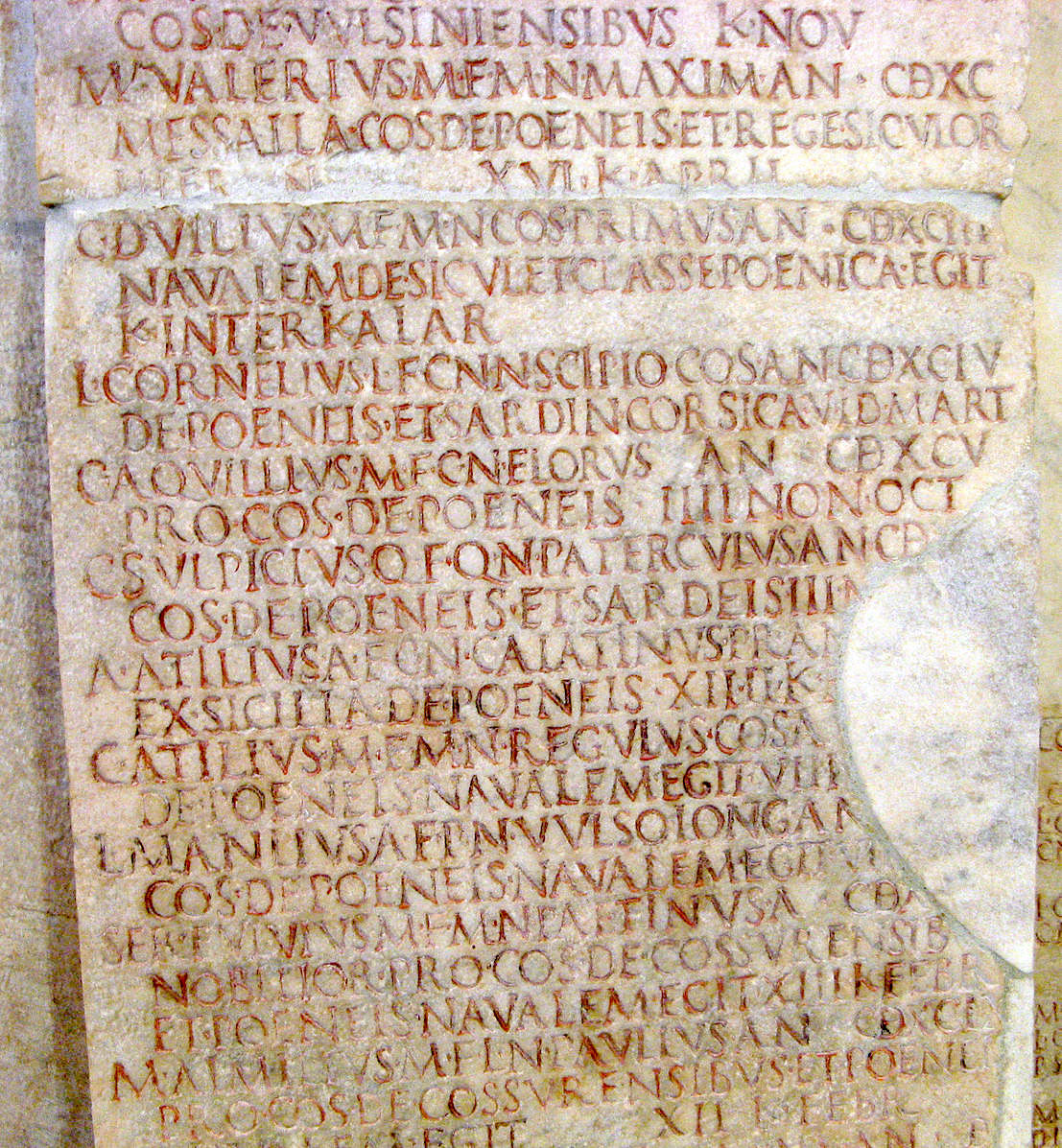
Um fragmento da Fasti Triumphales, listando todos os triunfadores romanos da guerra

## Consequências

O Mediterrâneo Ocidental após, com o território cedido à Roma por Cartago em rosa